# Onthophagus legendrei
Onthophagus legendrei är en skalbaggsart som beskrevs av Walter och Yves Cambefort 1977. Onthophagus legendrei ingår i släktet Onthophagus och familjen bladhorningar. Inga underarter finns listade i Catalogue of Life.